# 歯車

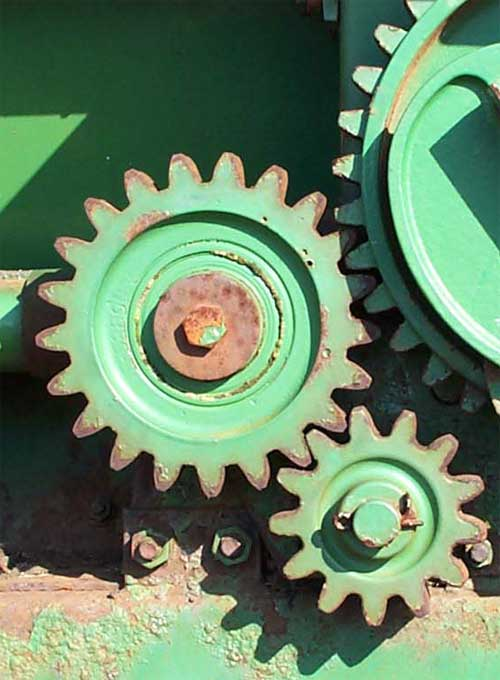
歯車

インボリュート歯車による力の伝達

歯車（はぐるま、英: gear）とは、伝動車の周囲に歯形を付けて確実な動力伝達を可能にした機械要素である。英語では「gear」で、日本語ではギア、ギアーと表記されることもあるが、JISでの表記はギヤである。減速や増速、回転軸の向きや回転方向を変えたり、動力の分割などに用いる。

## 概要

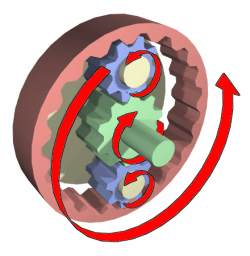
遊星歯車

歯車は平ベルト等と異なり滑りが無いので、タイミング機構には不可欠である。軸と一体のものや軸受けを仕込んだもの、キー溝やスプラインを設けたものがある。
歯数の組み合わせは自由であるが、大きな力を伝達するときや、滑らかさを必要とするときは、いつも同じ歯同士が当たると、微小な傷が大きくなったり、特定の箇所で音が発生するため、無駄歯を設けて歯数が互いに素になるように設計される場合がある。互いに素である組み合わせでは全体が均一に磨耗し、歯当たりが滑らかになる。これを英語ではharmonic wearという。ほとんどの工業製品はこの組み合わせで作られるが、減速比の都合などによってそうできない場合もある。歯車の材質が同種の組み合わせは摩擦係数、耐摩耗性、焼付き耐性が劣るため異なる材質か表面処理を行った歯車の組み合わせが好ましい。また、小歯車は硬い材料にしておかないと先に磨耗する。
代表的な歯車装置には以下のようなものがある。
- 遊星歯車機構
- 差動装置 - ディファレンシャル、略してデフとも呼ばれる。
- 減速機、変速機
- ラック・アンド・ピニオン

平行して有る2本の軸上に2種類ずつ（計4枚）のギヤを接続しループを作った場合、2本の軸上にあるギヤの比率が一定である場合を除いて、軸は回転をしない。

### 減速・増速
歯数のちがう歯車を組み合わせて減速や増速に用いる。ウォームギヤ以外の歯車2つがかみ合っている場合、回転角度および角速度の比は歯数の比の逆数になる。トルクの比は、摩擦力を除けば、てこの原理により、ピッチ円半径の比になる。歯数の比とピッチ円径の比は等しくなるため、駆動歯車をD、従動歯車をPとして式で表すと次のようになる。
- j=1/u=Pの歯数/Dの歯数=Pのピッチ円径/Dのピッチ円径=Dの回転角度/Pの回転角度=Dの角速度/Pの角速度=Pのトルク/Dのトルク

3つ以上の歯車が順にかみ合っているとき、最初と最後の歯車のそれらの比は、最初と最後の歯車が直接かみ合っている場合と同じで、間の歯車の歯数に関係ない。（3つの平歯車で入力と出力の回転方向を同じにする場合等。）
- 駆動歯車の歯数<従動歯車の歯数

の場合、減速となってトルクが増し、逆の場合増速となってトルクが減る。
- Pのトルク×Pの回転角度＝Dのトルク×Dの回転角度
- Pのトルク×Pの角速度＝Dのトルク×Dの角速度

となり、摩擦損失を除けば、エネルギーおよび仕事率は変わらない。
例えば、歯数90の大きい歯車と、歯数20の小さい歯車がかみ合っている場合、小さい歯車の角速度は大きい歯車の4.5倍、大きい歯車のトルクは小さい歯車の4.5倍となり、小さい歯車が3回転すると大きい歯車は240度回転する。

### 動力の分割等
動力の分割、分配、取り出しや、入力、統合に用いられている。例えば自動車はデファレンシャルギヤによって、1つの原動機で左右両輪を回転させる。さらに、一部の四輪駆動車ではセンターデフで動力を前後輪に分割するものもある。また、オイルポンプなどの補機を回転させるために出力を取り出したり、逆にスターターモーターの回転力を入力している。

## 歴史

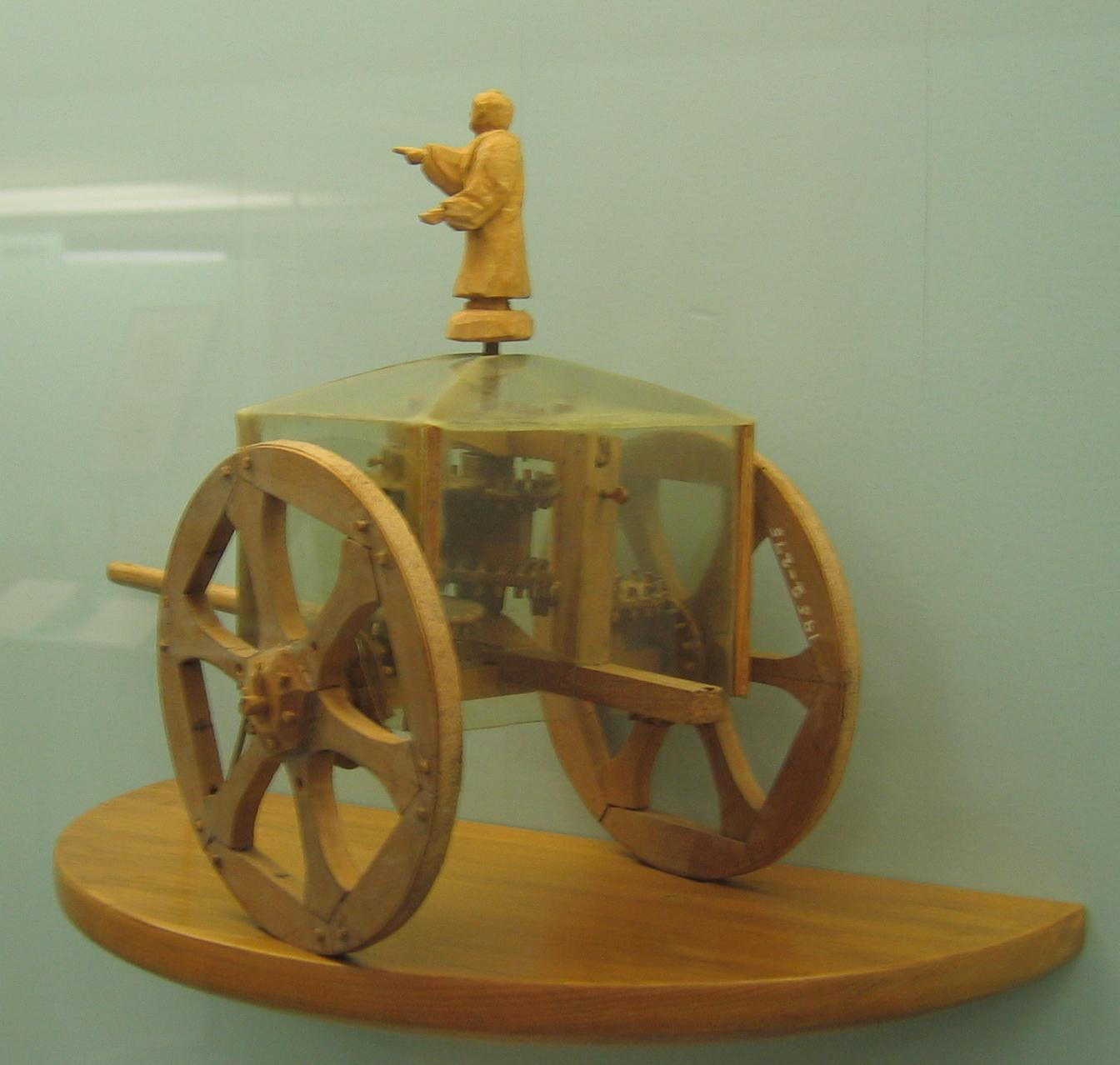
指南車

最初の歯車がいつ開発されたのか、はっきりしたことは言えない。
ただし歯車の歴史はかなり古い、ということは言える。古代中国の指南車は歯車を使っており、年代が紀元前2700年にまで遡る可能性がある。
古代ギリシアに書かれた『機械学』（古代ギリシア語 : Μηχανικά）は書名が『機械学の諸問題』とも訳され、長らくアリストテレスの著作とされていたがその後は逍遙学派すなわちアリストテレスが創設した学園の弟子たちによるものと考えられるようになっている書物で、この書物は、くさび、ころ（ローラー、ベアリング）、車輪、滑車などのほか、回転運動を伝達する青銅製や鉄製の歯車に言及している。（アリストテレスの著作とされる書物は、紀元前350年頃に書かれたとされたり、紀元前330年から320年頃に書かれた、などとされるが）この記述が、古代ギリシアの書物に現れた歯車に関する記述としては、今まで知られている中ではどうやら最も古いようである。ただし当然だが、この書物の著者の先人、すなわちアリストテレスより前の時代の人もこの地域で歯車類を使っていたと考えるべきだろう。
古代ギリシアのアルキメデスは、ウォームギヤと円筒歯車を用いた5段の歯車列で約200倍の出力を得るメカニズムの巻上機を考案し、紀元前250年頃に 少人数で4,200 トンの艦を進水させることに成功した、と記録が残っている。

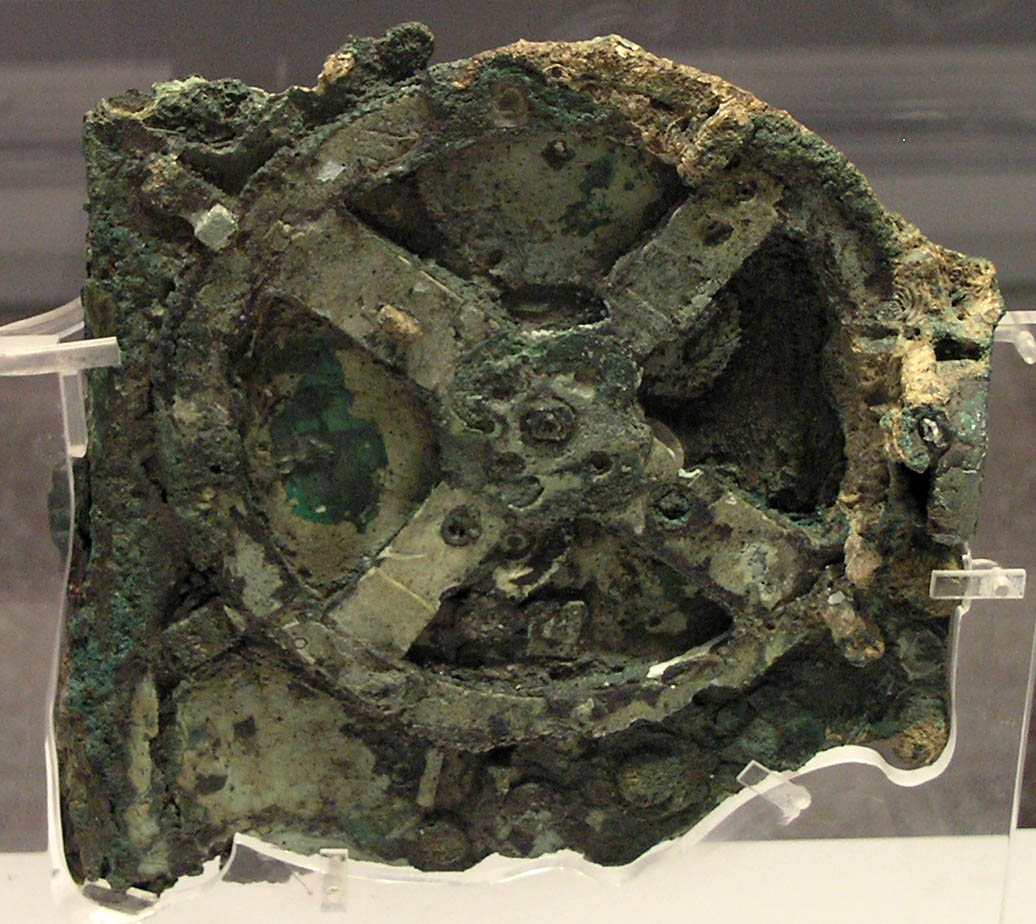
アンティキティラ島の機械

地中海に沈んでいた古代ギリシア時代の"アンティキティラの沈没船"から回収されたアンティキティラ島の機械は紀元前150年 - 100年に製作されたと考えられており、これは歯車を利用した天体運行計算機だった。
「この機械と同様の複雑さを持った技術工芸品はその1000年後まで現れることはなかった」と考えられている。

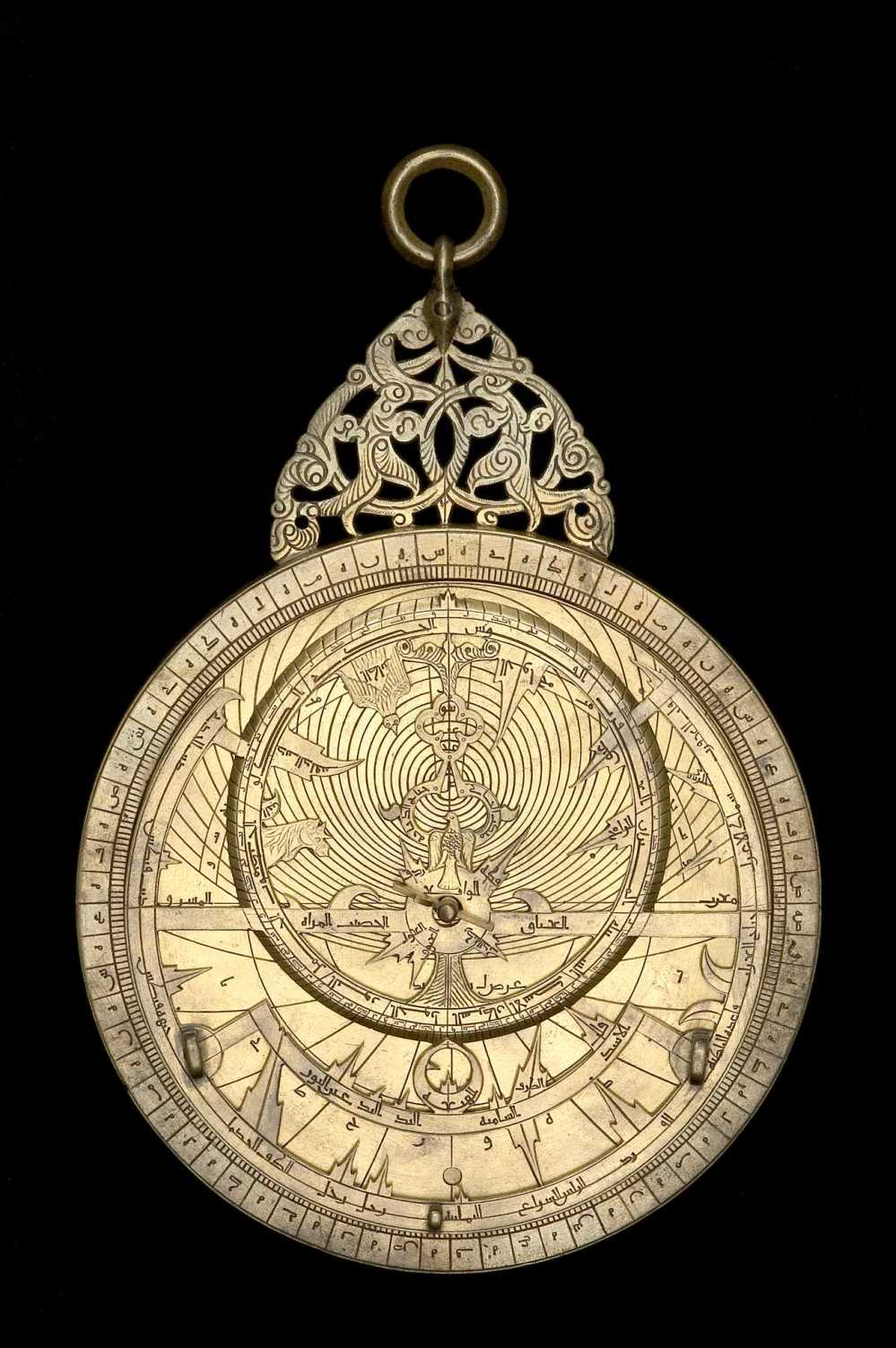
歯車によるカレンダー機能付きのアストロラーベ

古代ギリシアの歯車の技術はイスラーム世界に継承され、1221年にイスファハン（現在のイラン）でムハンマド・イブン・アビ・バクル（Muhammad Ibn Abi Bakr）が作った歯車つきアストロラーベは現代まで残されている。歯車によるカレンダー機能が搭載されたアストロラーベである。
ウィトルウィウスは『建築について』の中で縦に回転する水車について論じたが、縦に回転する動力を横方向の回転に変換するランタン歯車と呼ばれる木製のピンを組み合わせる歯車が1世紀頃のローマ帝国で普及し、18世紀末まで日常的な歯車として利用され続けた。全金属製の歯車は11 - 12世紀頃に登場したが、産業用ではなくもっぱら時計などの精密装置に用いられた。

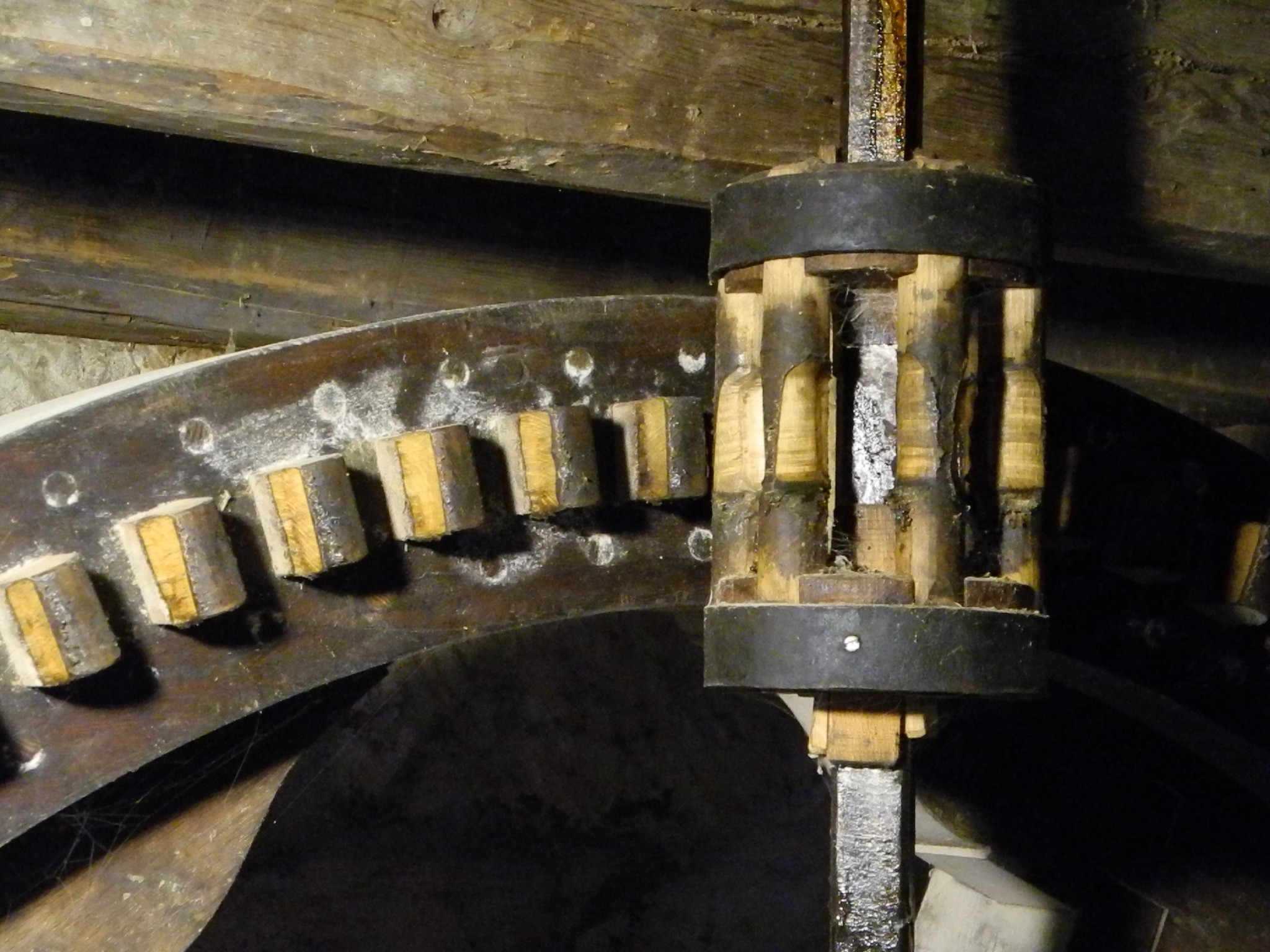
ランタン歯車伝導装置
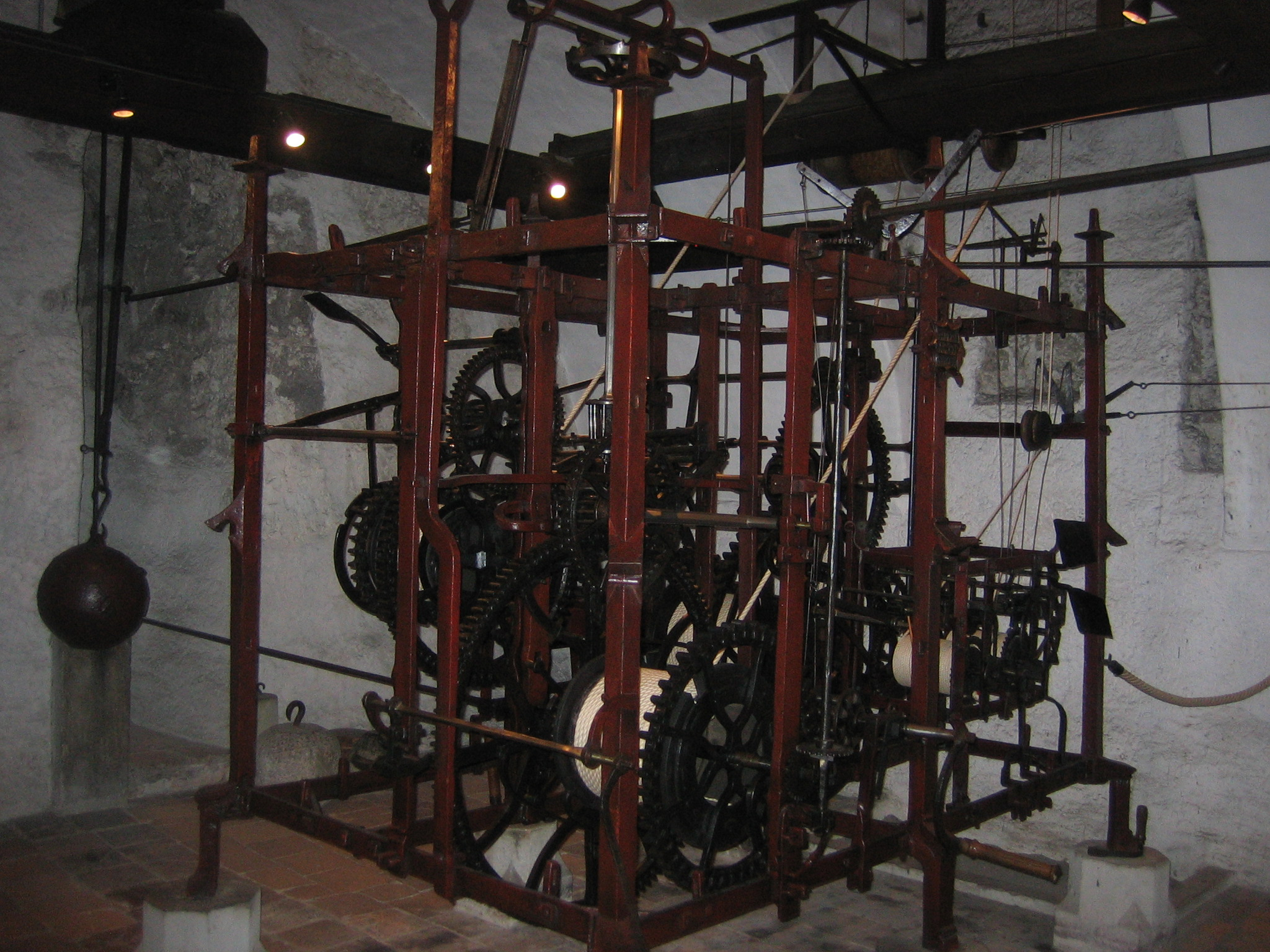
ツィットグロッゲ。ベルンで1218年から現在まで使われ続けている大型機械式時計

## 種類
歯すじの形状等で分類される。2つの歯車を組み合わせた際に、それぞれの軸の位置関係は平行となるもののほか、交差するものや食い違いとなるものがある。

### 平歯車
ひら歯車、ひらはぐるま、英語: spur gear

平歯車の動き

ラック（下）とピニオン

歯を回転軸と平行に切った歯車。製作が容易であるため動力伝達用（駆動列）に最も多く使われている。歯車同士が外接する外歯車と、小歯車が円筒の内面に歯筋を設けた大歯車に内接する内歯車がある。
大小2つの平歯車を組み合わせる時に、大きい方をギヤといい、小さい方をピニオンという。ピニオンに組み合わされる大歯車は外歯車に限定されず、内歯車や、直径を無限大にしたラック（英語: rack）とも組み合わされる。
回転運動を直線運動に変えるには、ラックと小歯車を組み合わせたラック・アンド・ピニオンが用いられる。ラック・アンド・ピニオンは工作機械の位置送りや自動車のステアリング装置に用いられている。

### 内歯車・内歯歯車
うちはぐるま、うちばはぐるま

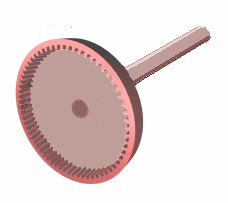
内歯車

平歯車の一種で、読んで字のごとく内側に歯がついている歯車。
内側に噛ませるため小径の歯車としか組み合わせられない。遊星歯車機構のようにこの歯車が無ければ成立しない構造のものも存在する。

### はすば歯車
斜歯歯車、英語: helical gear

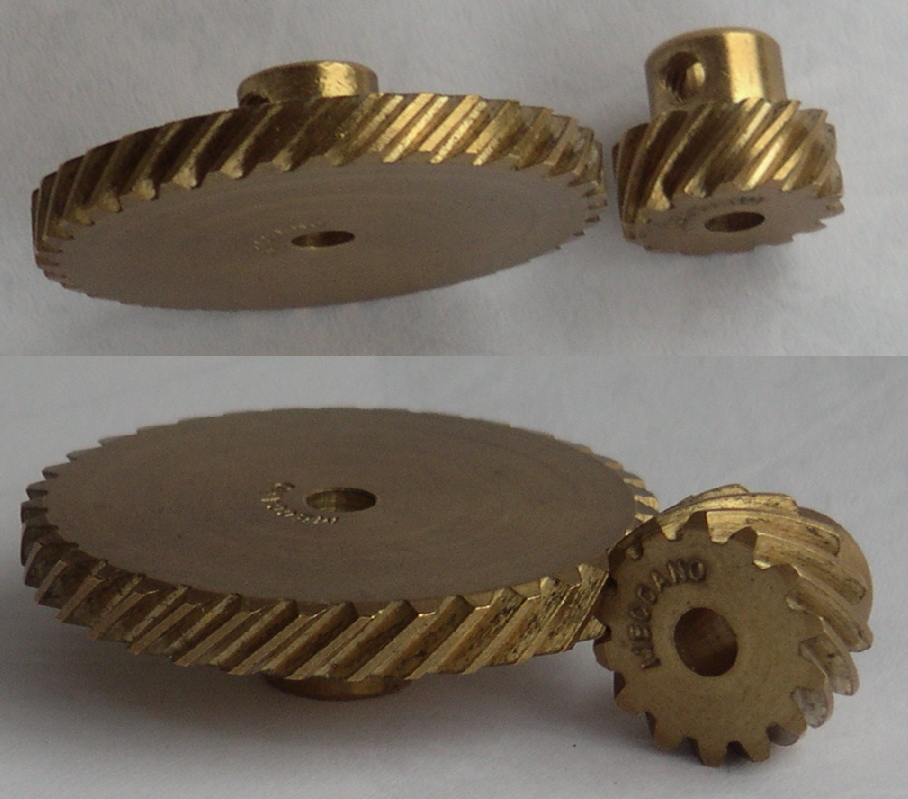
はすば歯車（上）とねじ歯車（下）

平歯車の歯を軸線に対して斜め（はす）に切って、螺旋状とした歯車。
同時にかみ合う歯数を増やし、歯当たりが分散されるので音が静かで、トルクの変動が少ない。トルクがかかると推力（スラスト）が発生するので、何らかの形のスラスト軸受が必要になる。
減速機構では原動機側のトルクは小さいので傾きを大きく、最終段ではトルクが大きいので傾きを小さくする。

### ねじ歯車
はすば歯車と同じ形の歯車を組み合わせて、2軸の間に平行以外の角度で動力の伝達を行う歯車である。

### やまば歯車
山歯歯車、英語: Herringbone gear、double helical gear

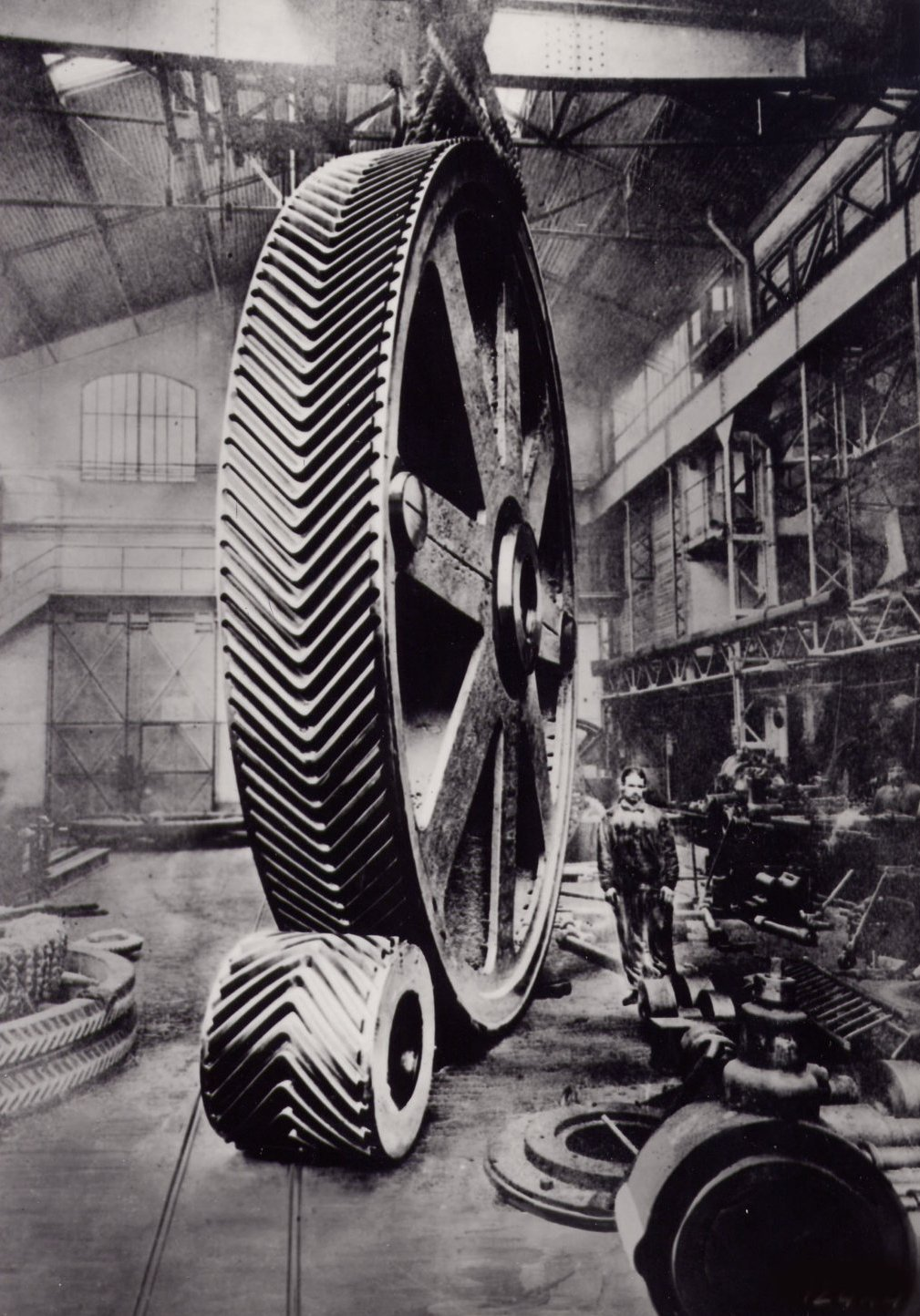
やまば歯車

同じ傾斜でねじれ方向が逆向きのはすば歯車を2つ組み合わせた形をしていて、はすば歯車の軸方向に発生する推力を互いに打ち消しあう構造とした歯車である。
フランスの自動車メーカー、シトロエンのダブルシェブロンとも呼ばれるエンブレムは、この歯車をモチーフにしている。

### かさ歯車
傘歯車、ベベルギヤ、ベベルギア、英語: Bevel gear

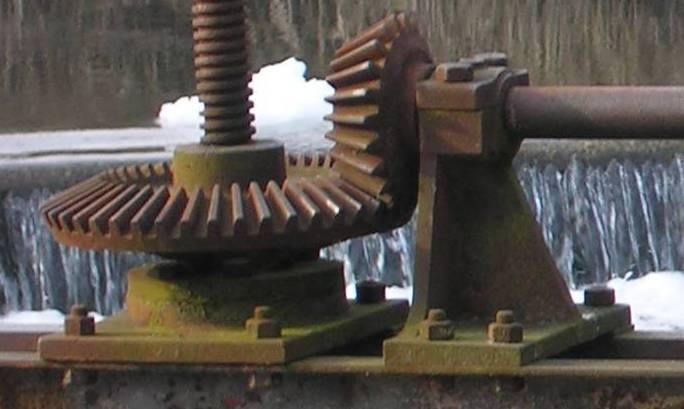
かさ歯車

円錐面上に歯を刻んだ歯車で、広げた傘のような形状をしていることからこのように呼ばれる。
平行ではなく角度がついた軸の間で動力を伝達する際に用いられる。
一般的には入出力の2軸を同一平面上とし、平歯車を円錐状に窄めた形のすぐばかさ歯車、はすば歯車を円錐状に窄めた形のはすばかさ歯車、歯形が曲線（円弧）状のまがりばかさ歯車がある。
さらに、入出力の2軸を同一平面上ではなくねじれの位置としたハイポイドギヤ（英語: hypoid gears）があり、
自動車の駆動系、特に縦置きエンジン車の差動装置はかさ歯車の応用の1例である。

### 冠歯車
かんむりはぐるま、クラウンギヤ、クラウンギア、英語: Crown gear

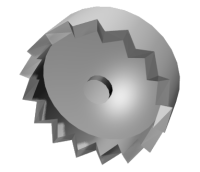
冠歯車

冠歯車はかさ歯車の一種で、歯が回転軸に対し垂直につけられたもの。歯車の形状は王冠に似る。
かさ歯車と組み合わせのほか、小径の平歯車（ピニオン）とも組み合わされる。

### ウォームギヤ
英語: worm gears

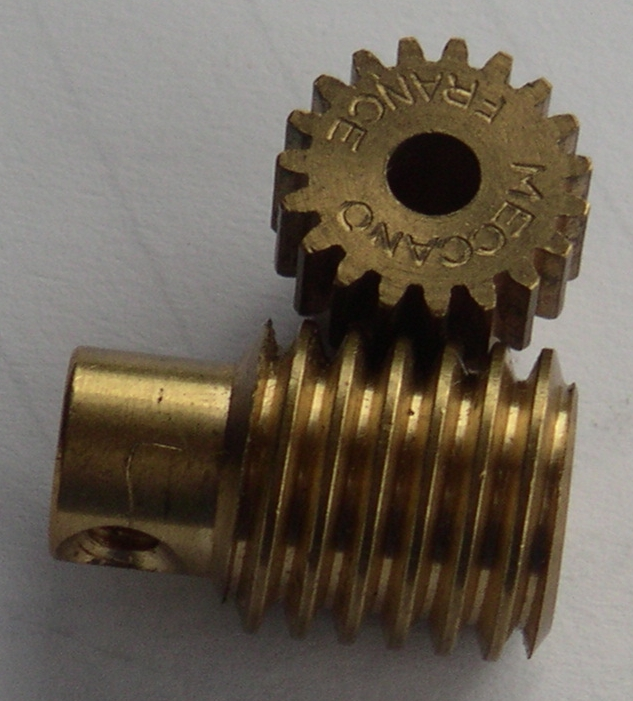
ウォームギヤ

ウォームとウォームホイールを、互いの軸が直角で交わらない位置で組み合わせたものをウォームギヤと呼ぶ。1段で大きな減速比が得られ、他の歯車機構に比べて騒音が少ない。
オルゴールの調速機（ガバナー）、自動車のステアリングギア（ウォームアンドローラー）、天体望遠鏡の赤道儀、鉄道模型の駆動などに採用されている。

### 球状歯車
きゅうじょう歯車、英語: Cross spherical gear
球体の表面に、2軸が直交した歯を持つもの。
回転3自由度の運動を可能とする歯車機構の中でも小型、軽量、伝達効率の高さを特徴とする。
円盤・円柱の直径方向に軸を持つモノポールギヤとの組み合わせで、ロボットアームの関節やドローン用カメラのジンバル制御などへの利用が期待されている。

### スプロケット

スプロケットと
ローラーチェーン

1枚の歯車とローラーチェーンをかみ合わせて回転の伝達を行う機構、あるいはその歯車をスプロケットと呼ぶ。
2つ歯車による機構ではないので歯車機構という意味では歯車とは呼ばれない。

## 歯形
歯車の歯の形状は数学的な計算から求められる曲線となっていて、歯車を製造、利用する視点からは歯形曲線とよばれる。伝動用の歯車としてはインボリュート曲線とサイクロイド曲線の2種類が基本とされるが、一般にはインボリュート曲線が用いられる。
インボリュート歯形
インボリュート曲線で形作られた歯形で、歯車の中心距離が若干変化してもかみ合いが正しく保たれる。ホブ盤で容易に製作でき、また滑りも少ないため一般に多く用いられている。
サイクロイド歯形
サイクロイド曲線で形作られた歯形で、インボリュート歯形と比較すると歯の干渉も滑りも少なく、また滑りがより均一だが、製作が難しい。時計の機構に用いられる。
トロコイド歯形
トロコイド曲線で形作られた歯形で、内接歯車ポンプに使われる。

## 歯車用語
歯（tooth）
歯車の突起部分。
歯数 {\displaystyle z}
歯の枚数。
ピッチ円（pitch circle）
歯車のかみ合う位置から、中心までの距離の2倍がピッチ円径である。ピッチ円直径を {\displaystyle d} で表す。
歯面（tooth surface）
歯の輪郭。歯面のうちピッチ円より外側を歯末の面（tooth face）、内側を歯元の面（tooth flank）という。
歯先円（addendum circle）
歯の先端を通り、ピッチ円と同心の円。歯先円直径を {\displaystyle d_{k}} で表す。
歯底円（dedendum circle,root circle）
歯の根元を通り、ピッチ円と同心の円。歯底円直径を {\displaystyle d_{f}} で表す。
歯末のたけ（addendum） {\displaystyle h_{k}}
歯先円半径とピッチ円半径との差。
歯元のたけ（dedendum） {\displaystyle h_{f}}
ピッチ円半径と歯底円半径との差。
全歯たけ（whole depth） {\displaystyle h}
歯末のたけと歯元のたけの和。すなわち、{\displaystyle h=h_{k}+h_{f}} である。
頂げき（top clearance）
歯元のたけ {\displaystyle h_{f}} と相手歯車の歯末のたけ {\displaystyle h_{k}'} との差。すなわち、{\displaystyle h_{f}-h_{k}'} である。
ピッチ（pitch）・円ピッチ（circular pitch） {\displaystyle t}
ピッチ円上の1歯の上の点と隣りの歯の上の点との距離をピッチ円に沿って測ったもの。{\displaystyle t=s+w} である。
法線ピッチ（normal pitch）
インボリュート歯形において、インボリュートの法線が隣のインボリュートによって切り取られる長さ。
歯幅（face width）
歯車の軸方向に測った歯の長さ。
歯厚（tooth thickness） {\displaystyle s}
ピッチ円上で測った歯の厚さ。
歯溝の幅（space thickness） {\displaystyle w}
ピッチ円上で測った歯と隣りの歯との隙間の長さ。
バックラッシュ（backlash）
2つのかみ合う歯車にて、互いのピッチ円間にある隙間のこと。歯の両面（腹と背）の接触を防ぎ、性能が低下することを防ぐために設けられる「必要悪」。
モジュール（module）
歯の大きさを表す規格値。一般に用いられている標準寸法の歯を並歯（full depth tooth）というが、並歯では歯末のたけとモジュールを等しくする。
クラウニング（crowning）
歯車同士がかみ合っているとき、全体的になめらかさを出すことで相手の歯をしっかりかみ合わせることができる。このなめらかさを出すことをいう。
速比 {\displaystyle u}
速比は、次式で表される。
- {\displaystyle u=} 駆動歯車の歯数 / 従動歯車の歯数 {\displaystyle =} 従動歯車の角速度 / 駆動歯車の角速度

伝達比 {\displaystyle j}
伝達比は、速比の逆数で表される。
- {\displaystyle j={\frac {1}{u}}}

## 規格
歯車には以下の規格が用いられる。
- 国際規格
  - ISO規格（国際標準化機構）
- 日本規格
  1. JGMA規格（一般社団法人日本歯車工業会）
  2. JIS規格（一般財団法人日本規格協会）

上記、規格は各団体で購入可能（3.は日本規格協会でも購入可能）

## シンボルとしての「歯車」
さまざまな国家や企業（特に製造業）、団体の旗・記章等において、「工業」あるいは「労働者」を象徴する意匠として歯車が用いられており、ミャンマー、アンゴラの国旗および国章、イタリア、中華人民共和国（中国）、ベトナム、ラオスの国章、日本共産党の党章、日本国の五円硬貨、工場を表す日本の地図記号等が例として挙げられる。
フィクションでは、古くはチャールズ・チャップリン監督作品『モダン・タイムス』が人間が機械の一部分のように扱われる象徴として歯車を用いており、日本の漫画・アニメーション作品でも『銀河鉄道999』の機械帝国が使用している。

1974年から2010年までのミャンマーの国旗。
1975年に制定されたアンゴラの国旗。
1948年に制定されたイタリア共和国の国章。
1950年に制定された中華人民共和国の国章。
1976年に制定されたベトナム社会主義共和国の国章。
1992年に制定されたラオス人民民主共和国の国章。
日本共産党の党旗。
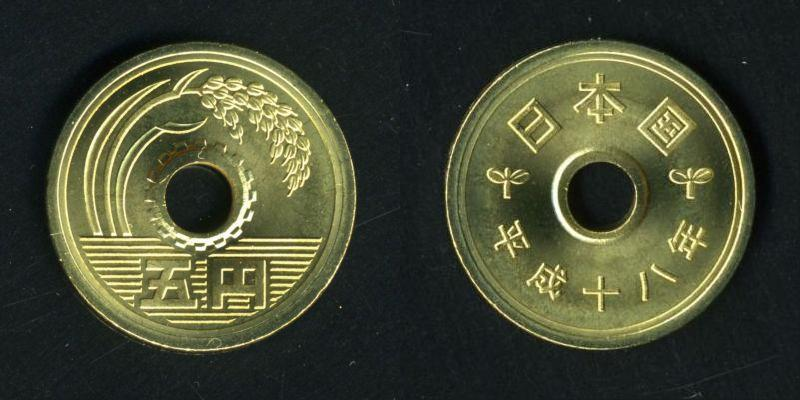
1949年より発行されている日本国の五円硬貨の表には、歯車がデザインされている。
工場を表す日本の地図記号。

## 生体歯車
ウンカの幼虫には後ろ足に正確な跳躍のため歯車を備えている種がある。この種の成虫は摩擦を用い跳躍する。